# Ubisoft Singapore
Ubisoft Singapore Pte. Ltd es una empresa desarrolladora de videojuegos y estudio de Ubisoft, con sede en Fusionopolis en One-north, en la ciudad de Singapur. El estudio se fundó en 2008 y ha contribuido en la mayoría de videojuegos de la saga Assassin's Creed. También ha liderado el desarrollo de Skull and Bones en 2024.

## Historia
Ubisoft Singapore fue fundada en 2008 por la compañía francesa de videojuegos Ubisoft. Un pequeño equipo que trabajaba en la sede de París se mudó a Singapur con el objetivo de comenzar una red de producción de videojuegos en el sudeste asiático. El estudio se localiza en Fusionopolis, un complejo de investigación y desarrollo situado en el distrito one-north.
La apertura de Singapur a los negocios internacionales, la disponibilidad de personal entrenado en el desarrollo de videojuegos y la popularidad de los mercados emergentes de videojuegos para móviles y free-to-play en Asia fueron factores clave en la decisión de Ubisoft de abrir un estudio en este país. El estudio trabaja estrechamente con el campus internacional de DigiPen, con un programa de alojamiento de talento local para desarrollo de videojuegos. Ubisoft Singapore opera simultáneamente con múltiples equipos en diferentes proyectos.
En 2017, el estudio aún estaba dirigido por el equipo inicial y había crecido hasta superar los 300 empleados. Exmiembros del estudio establecieron otras operaciones en Asia como parte de Ubisoft, creando los estudios de Ubisoft Filipinas y Ubisoft Chengdu. A fecha de julio de 2018, el estudio empleaba a 350 personas, siendo Hugues Ricour el director ejecutivo de Ubisoft Singapore, así como de Ubisoft Filipinas.
Ubisoft Singapore fue uno de los varios estudios, tales como Ubisoft Toronto, que se incluyeron en los informes de acoso y discriminación sexual en Ubisoft que comenzaron en 2020; Ricour dimitió como director tras las revisiones internas de Ubisoft por estas alegaciones. Sin embargo, permaneció en el estudio en noviembre de 2020. Darryl Long le sucedió como director. Tras otra serie de informes sobre acoso sexual y discriminación en el espacio de trabajo,  publicadas por Kotaku en julio de 2021, la alianza tripartita por las prácticas justas y progresivas en el trabajo (TAFEP) comenzó su propia investigación en el estudio en agosto de 2021.
Ubisoft anunció el1 de junio de 2021 que Darryl Long se convertiría en director de la división de Toronto. Jean-François Vallée ascendió a director el 1 de enero de 2024.

## Juegos
El primer proyecto de Ubisoft Singapore fue Teenage Mutant Ninja Turtles: Turtles in Time Re-Shelled (2009), un remake de un juego arcade. Tras el éxito del primer videojuego Assassin's Creed (2007), Ubisoft comenzó a destinar más recursos a su secuela de 2009 con la intención de elevar a Assassin's Creed como la saga insignia de la compañía. Esto dio una oportunidad a Ubisoft Singapore para contribuir en el desarrollo de Assassin's Creed 2, creando contenido y diseñando las misiones lineales del juego. Varios miembros del equipo que trabajaron en el primer título se mudaron a Singapur para proveer al equipo con su experiencia. Conforme Ubisoft Singapore continuó trabajando en la saga, ganaron más responsabilidad, lo cual les llevó a hacerse cargo de partes más significativas de cada título, incluyendo el sistema de combate naval en Assassin's Creed III (2012). Esto incluye contribuciones relevantes en Unity (2014), Syndicate (2015) y Origins (2017).
Entre las contribuciones del estudio también se encuentra Tom Clancy's Ghost Recon Phantoms, un juego de disparos táctico basado en microtransacciones lanzado en 2012; desde 2016, está fuera de servicio. El estudio lideró el desarrollo de juego de guerra naval Skull and Bones.

### Juegos desarrollados
| Año  | Título                                                   | Plataforma/s                                                               | Referencia       |
| ---- | -------------------------------------------------------- | -------------------------------------------------------------------------- | ---------------- |
| 2009 | Teenage Mutant Ninja Turtles: Turtles in Time Re-Shelled | PlayStation 3, Xbox 360                                                    | [ 1 ]            |
| 2009 | Assassin's Creed II                                      | PlayStation 3, PlayStation 4, Windows, Xbox 360, Xbox One                  | [ 1 ]            |
| 2010 | Prince of Persia: The Forgotten Sands                    | PlayStation 3, Wii, Windows, Xbox 360                                      | [ 9 ]            |
| 2011 | Assassin's Creed: Revelations                            | PlayStation 3, PlayStation 4, Windows, Xbox 360, Xbox One                  | [ 1 ]            |
| 2012 | Tom Clancy's Ghost Recon: Future Soldier                 | PlayStation 3, Windows, Xbox 360                                           | [cita requerida] |
| 2012 | Assassin's Creed III                                     | PlayStation 3, Wii U, Windows, Xbox 360                                    | [ 1 ]            |
| 2013 | Assassin's Creed IV: Black Flag                          | PlayStation 3, PlayStation 4, Nintendo Switch, Wii U, Windows, Xbox 360    | [ 1 ]            |
| 2014 | Tom Clancy's Ghost Recon Phantoms                        | Windows                                                                    | [ 1 ]            |
| 2014 | Assassin's Creed Unity                                   | PlayStation 4, Stadia, Windows, Xbox One                                   | [ 1 ]            |
| 2014 | Assassin's Creed Rogue                                   | PlayStation 3, PlayStation 4, Nintendo Switch, Windows, Xbox 360, Xbox One | [ 1 ]            |
| 2015 | Assassin's Creed Syndicate                               | PlayStation 4, Stadia, Windows, Xbox One                                   | [ 1 ]            |
| 2017 | Assassin's Creed Origins                                 | PlayStation 4, Stadia, Windows, Xbox One                                   | [ 1 ]            |
| 2018 | Assassin's Creed Odyssey                                 | Nintendo Switch, PlayStation 4, Stadia, Windows, Xbox One                  | [cita requerida] |
| 2020 | Assassin's Creed Valhalla                                | PlayStation 4, PlayStation 5, Windows, Xbox One, Xbox Series X/S, Stadia   | [ 10 ]           |
| 2024 | Skull and Bones                                          | PlayStation 5, Windows, Xbox Series X/S                                    | [ 1 ]            |